# Fachhochschule für Rechtspflege Nordrhein-Westfalen
Die Fachhochschule für Rechtspflege Nordrhein-Westfalen ist eine Verwaltungsfachhochschule des Landes Nordrhein-Westfalen in Bad Münstereifel. Sie wurde 1976 in Nachfolge der Rechtspflegerschule Bad Münstereifel gegründet und gliedert sich in die Fachbereiche Rechtspflege und Strafvollzug. Aufgabe der Fachhochschule ist die Ausbildung der Beamten des gehobenen Dienstes bei den Gerichten und Staatsanwaltschaften (Rechtspfleger), in der Justizverwaltung und im Strafvollzug.
Da das Studium einschließlich der Fachpraktika zugleich Vorbereitungsdienst für die jeweilige Laufbahn ist, werden die Studierenden von den zuständigen Einstellungsbehörden, den Oberlandesgerichten des Landes Nordrhein-Westfalen in Hamm, Düsseldorf und Köln, ausgewählt und sind während des Studiums in einem Beamtenverhältnis auf Widerruf. Mit bestandener Laufbahnprüfung wird den Studierenden des Fachbereichs Rechtspflege der akademische Grad eines Diplom-Rechtspflegers (FH) und denjenigen des Fachbereichs Strafvollzugs eines Diplom-Verwaltungswirtes (FH) verliehen. Mit Übergabe dieses Diplomes wird kraft Gesetzes das Beamtenverhältnis auf Widerruf aufgelöst und sie werden zu Beamten auf Probe ernannt.
Im Fachbereich Rechtspflege werden nur Studierende der nordrhein-westfälischen Justiz ausgebildet. Der Fachbereich Strafvollzug hingegen bildet auf Grund einer Kooperation mit neun weiteren Bundesländern den Nachwuchs für den gehobenen Vollzugs- und Verwaltungsdienst auch dieser Länder aus.
Neben diesen Kernbereichen erfolgt seit dem 1. Januar 2007 an der Fachhochschule, wiederum länderübergreifend, auch die Fortbildung von Rechtspflegern für den Amtsanwaltsdienst.
Darüber hinaus veranstaltet die Fachhochschule in einem erheblichen Umfang justizspezifische Fortbildungen.